# Sagittalarva inornata
Sagittalarva inornata là loài cá biển duy nhất thuộc chi Sagittalarva trong họ Cá bàng chài. Loài này được mô tả lần đầu tiên vào năm 1890.

## Từ nguyên
Từ định danh của chi được ghép bởi hai từ trong tiếng Latinh: sagitta ("mũi tên, phi tiêu"), còn larva có nghĩa là "hồn ma/mặt nạ", một từ được Carl Linnaeus dùng để gọi hình thái của các con non, hàm ý đề cập đến hình dạng cơ thể đặc trưng của cá con.
Từ định danh của loài trong tiếng Latin có nghĩa là "không được trang trí", có lẽ hàm ý đề cập đến màu ô liu ở những mẫu vật được bảo quản trong cồn.

## Phân loại
S. inornata ban đầu được xếp vào chi Pseudojulis (hiện không còn hợp lệ) với danh pháp là P. inornatus, sau đó đã được chuyển sang chi Pseudojuloides. Tuy nhiên, P. inornatus khi đó chỉ có chung đặc điểm là cơ thể hình con thoi, nhưng không có răng cửa giống hình dạng của cái đục như Pseudojuloides. Cá ấu trùng của nó cũng có hình thái khác biệt với Pseudojuloides.
Vì không có một chi bàng chài có sẵn nào phù hợp với loài này, một chi mới đã được hình thành để xếp P. inornatus vào, và P. inornatus được mô tả lại với danh pháp như hiện nay.
Halichoeres raisneri, một loài được mô tả vào năm 2001, có mô tả trùng khớp với P. inornata, vì thế đã được xem là một danh pháp đồng nghĩa với S. inornata.

## Phạm vi phân bố và môi trường sống
S. inornata có phạm vi phân bố ở Đông Thái Bình Dương. Loài này được ghi nhận ở ngoài khơi bán đảo Baja California và vịnh California, bờ biển Colombia, bao gồm các hòn đảo ngoài khơi là đảo Cocos, đảo Malpelo và quần đảo Galápagos.
Loài này đã được tìm thấy ở độ sâu trong khoảng từ 50 đến 150 m.

## Mô tả
S. inornata có chiều dài cơ thể tối đa được ghi nhận là 19 cm. Cá trưởng thành (đực và cái) có màu cá hồi với 3 dải sọc màu xanh lam đứt đoạn trải dài từ đầu đến cuống đuôi, viền lấy rìa của những sọc xanh này là những dải màu vàng phớt màu hồng. Vây lưng có phần gốc màu cam, có một dải sọc xanh ở giữa và rìa là một dải màu đen. Vây hậu môn màu cam, có sọc giữa vây màu xanh tương tự. Đuôi màu cam có các vạch sọc xanh ở giữa và một dải rìa đen.
Cá cái có màu sắc nhạt hơn cá đực, không có dải rìa đen trên vây lưng và vây đuôi nhưng những sọc vàng lại nổi bật hơn so với cá đực, cũng có thêm các vạch trắng dọc lưng. Cá con giống với cá cái, nhưng có thêm một đốm đen ở giữa vây lưng.
Số gai ở vây lưng: 9; Số tia vây ở vây lưng: 12; Số gai ở vây hậu môn: 3; Số tia vây ở vây hậu môn: 12; Số tia vây ở vây ngực: 13.

### Trích dẫn
- "Rediscovery of Sagittalarva inornata n. gen., n. comb. (Gilbert, 1890) (Perciformes: Labridae), a long-lost deepwater fish from the eastern Pacific Ocean: a case study of a forensic approach to taxonomy using DNA barcoding" (PDF). Zootaxa. Quyển 3669 số 4. 2013. tr. 551–570. {{Chú thích tạp chí}}: Đã bỏ qua tham số không rõ |authors= (trợ giúp)